# 佛波斯
佛波斯（古希腊语：φόβος，拉丁化：phobos，字面意思为“惊恐”），希腊神话中象征恐惧与威吓的神祇。常與阿波罗的别名福玻斯混淆。
佛波斯是阿瑞斯与阿佛洛狄忒之子。他和他的兄弟得摩斯，以及女战神厄倪俄经常在战场上陪伴着阿瑞斯，如《伊利亚特》第十三卷298-300行所描述：
“像杀人不眨眼的阿瑞斯”
“由心爱的儿子佛波斯相随作伴，佛波斯”
“雄健、强悍，足以吓倒久经战场的壮勇”
在罗马神话中，佛波斯的对应者是帕佛爾。
在天文学上，火卫一的名字（Phobos）来自佛波斯。
恐懼症的英文"phobia"及源自恐懼之神佛波斯。